# マンナン エキソ-1,2-1,6-α-マンノシダーゼ
マンナン エキソ-1,2-1,6-α-マンノシダーゼ(Mannan exo-1,2-1,6-alpha-mannosidase、EC 3.2.1.137)は、系統名を(1->2)-(1->6)-α-D-マンナン D-マンノヒドロラーゼ((1->2)-(1->6)-alpha-D-mannan D-mannohydrolase)という酵素である。以下の化学反応を触媒する。
酵母のマンナン中の(1->2)-α-D-及び(1->6)-α-D-結合を加水分解して、D-マンノースを遊離させる。